# Högvadsån
Högvadsån est le principal affluent de Ätran, un fleuve de l'ouest de la Suède. Il traverse les villages Älvsered, Ullared, Svartrå et Köinge et la réserve naturelle Sumpafallen.